# Karwice (Malechowo)
Karwice (deutsch Karwitz, früher Carwitz) ist ein Dorf in der Landgemeinde Malechowo (Malchow) im Powiat Sławieński (Kreis Schlawe) der polnischen Woiwodschaft Westpommern.

## Geographische Lage

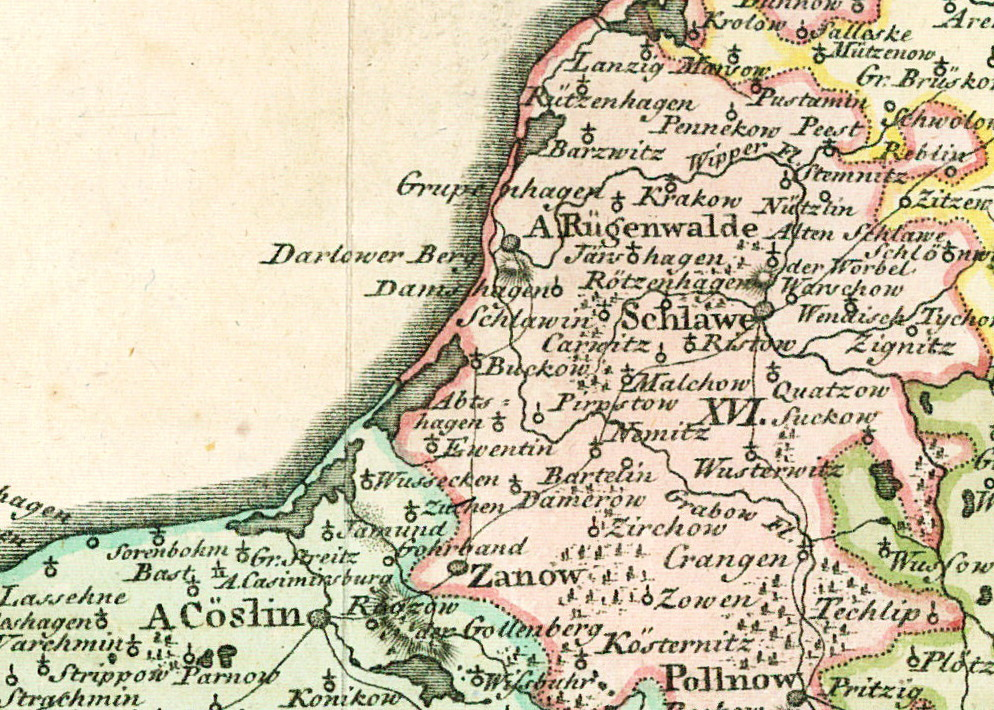
Dorf Karwitz (Carwitz) südöstlich von Rügenwalde und südwestlich von Schlawe auf einer Landkarte von 1793

Das Kirchdorf liegt in Hinterpommern, neun Kilometer westlich der Kreisstadt Sławno (Schlawe). Es wird umgrenzt von den Orten Malechowo (Malchow) im Westen, Słowino (Schlawin) und Boleszewo (Rötzenhagen) im Norden, Rzyszczewo (Ristow) im Osten und Smardzewo (Schmarsow), Żegocino (Segenthin) und Paproty (Parpart) im Süden.
Das ebene Gelände der Gemarkung steigt von etwa 30 m über NN im Norden über eine Strecke von 6 km auf etwa 60 m im Süden an.

## Geschichte
Die Ortsbezeichnung Karwitz ist slawischen Ursprungs. Das ursprüngliche Angerdorf, das sich zum Gutsdorf entwickelt hat, war einst ein Schatullgut der Herzöge von Pommern. Im Jahre 1539 tauschten diese es gegen Drosedow (heute polnisch Drozdowo) an Jochen Grape. Dabei dürfte es sich aber nur um einen Teil von Karwitz gehandelt haben, denn schon 1450 wird ein Claus Grape als Besitzer erwähnt, der auf den „olden Gerdt“ (um 1400) zurückgeht, der das Geschlecht der von Grape auf Karwitz begründet haben soll.
Im Jahre 1775 ging das Gut von der Familie von Grape an die von Billerbeck, danach an die von Steinkeller, und 1862 gehörte es der Familie Grützmacher.
Am 1. April 1927 hatte der Gutsbezirk Karwitz eine Flächengröße von 321 Hektar, und am 16. Juni 1925 hatte der Gutsbezirk 136 Einwohner.  Am 30. September 1928 erfolgte die Eingliederung des Gutsbezirks Karwitz in die Landgemeinde Karwitz.
Anfang der 1930er Jahre hatte die Landgemeinde Karwitz eine Flächengröße von 13,7 km². Innerhalb der Gemeindegrenzen standen zusammen 93 bewohnte Wohnhäuser an sechs verschiedenen Wohnstätten:
1. Bahnhof Karwitz (poln. Karwice Dworzec), 2 km nördlich des Dorfes, Stationsgebäude, drei Bahnwohnhäuser, zwei Bauernhöfe, fünf Privathäuser
2. Erlenhof, 50 ha großer Hof, nördlich des Bahnhofs Karwitz gelegen
3. Karwitz
4. Kolonie Neu Karwitz, durch Aufteilung des Dorfes entstanden, 13 Höfe mit 220 ha
5. Mühle Karwitz, 2 km südlich, ehemalige Windmühle, zur Moormühle umgebaut
6. Vorwerk Karlsau, seit 1904 selbständig, 2 km nördlich von Karwitz gelegen

Um 1935 hatte Karwitz unter anderem einen Gasthof, eine Filiale der Raiffeisen-Bank, ein Elektrizitätswerk, drei  Gemischtwarenläden, eine Mühle, eine Schmiede, einen Stellmacher und zwei Tischlereien.
Bis 1945 gehörte Karwitz zum Amtsbezirk Malchow, war dorthin auch standesamtlich orientiert, und lag im Amtsgerichtsbereich Schlawe. Es gehörte zum Landkreis Schlawe i. Pom. in der preußischen Provinz Pommern.
Bevor am 6. März 1945 die Rote Armee in das Dorf vordrang, hatten seine Bewohner versucht, in Richtung Westen zu flüchten. Ihr Treck wurde jedoch überrollt und geplündert. Die Karwitzer mussten wieder umkehren; viele Menschen wurden nach Russland verschleppt. Im Sommer 1945 begann die gesetzlose oder ‚wilde‘ Vertreibung der einheimischen Bevölkerung. Für Karwitz wurde die polonisierte Ortsbezeichnung „Karwice“ eingeführt.
Das Dorf ist heute Teil der Gmina Malechowo im Powiat Sławieński der Woiwodschaft Koszalin, seit 1999 Woiwodschaft Westpommern.

### Demographie
| Jahr | Einwohner | Anmerkungen |
| ---- | --------- | --- |
| 1818 | 275       | davon 235 im Kirchdorf, 16 bei der Mühle und 24 im Vorwerk, adlige Besitzungen                                                          |
| 1852 | 274       | [ 8 ] |
| 1864 | 490       | am 3. Dezember, im Dorf und Gutsbezirk, auf einer Fläche von 1039 bzw. 4312 Morgen                                                      |
| 1867 | 530       | am 3. Dezember, davon 146 im Dorf und 384 im Gutsbezirk                                                                                 |
| 1871 | 541       | am 1. Dezember, davon 223 im Dorf (222 Evangelische, eine katholische Person) und 318 im Gutsbezirk (ausnahmslos Evangelische)          |
| 1885 | 444       | am 1. Dezember, davon 151 in der Landgemeinde (sämtlich Evangelische) und 293 im Gutsbezirk (292 Evangelische und ein sonstiger Christ) |
| 1910 | 649       | am 1. Dezember, davon 534 im Dorf und 114 im Gutsbezirk                                                                                 |
| 1925 | 702       | darunter 695 Evangelische und ein Katholik                                                                                              |
| 1933 | 654       | [ 14 ] |
| 1939 | 694       | [ 14 ] |

## Kirche

### Dorfkirche

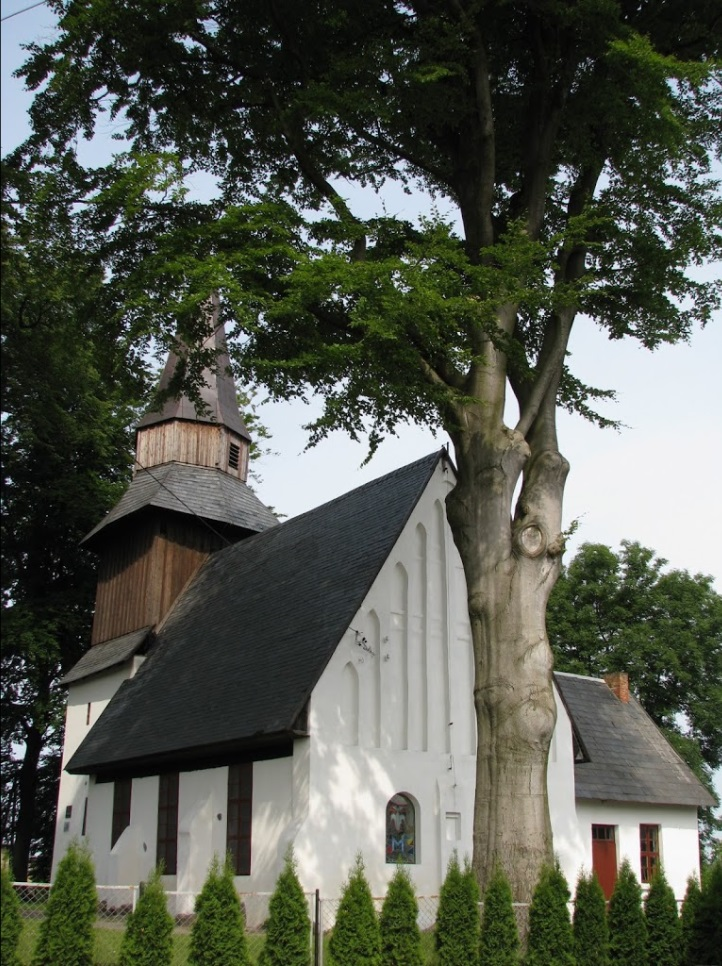
Dorfkirche (Aufnahme 2019), bis 1945 Gotteshaus der evangelischen Gemeinde Karwitz

Die spätgotische Kirche aus Ziegeln und Feldsteinen ist auf rechteckigem Grundriss erbaut. Sie hat keinen Choranbau. An der Nordseite befindet sich ein Anbau mit Gruft. Der Turm besteht im Oberteil aus Holz und hat einen vierseitigen, nach oben achtseitigen Helm.
Nach dem Krieg wurde die Kirche, in der über 400 Jahre lang evangelischer Gottesdienst gefeiert worden war, zugunsten der Römisch-katholischen Kirche in Polen zwangsenteignet. Der ursprüngliche Backsteinrohbau
existierte noch im Jahr 2008 und ist in neuerer Zeit mit einem weißen Außenputz versehen worden.

### Kirchspiel bis 1945
Die in Karwitz vor 1945 anwesende Einwohnerschaft war mit wenigen Ausnahmen evangelisch. Karwitz war eine seit 1646 mit (Alt) Malchow verbundene, früher jedoch selbständige evangelische Kirchengemeinde und gehörte bis 1945 zum Kirchenkreis Rügenwalde in der Kirchenprovinz Pommern. Das Kirchenpatronat oblag dem Gutsbesitzer, in den letzten Jahren vor 1945 allerdings war der Ort patronatsfrei. Der letzte deutsche Geistliche, mit Amtssitz in Malchow, war Pfarrer Otto Nitschalk. Der Bestand an Kirchenbüchern reichte bis 1714 zurück.
Das katholische Kirchspiel war in Pollnow.

### Kirchspiel seit 1946
Von den seit 1945 und Vertreibung der Einheimischen hier lebenden katholischen Polen wurde die Dorfkirche am 19. März 1975 umgeweiht und dem Hl. Josef gewidmet. Die heutige Einwohnerschaft ist fast ausnahmslos römisch-katholischer Konfession. Karwice ist heute – wie die Kirchengemeinde Boleszewo (Rötzenhagen) – eine Filialgemeinde in der Parochie Słowino (Schlawin) im Dekanat Darłowo im Bistum Köslin-Kolberg der Römisch-katholischen Kirche in Polen.
Die wenigen hier lebenden evangelischen Kirchenglieder sind dem Pfarramt in Koszalin (Köslin) in der Diözese Pommern-Großpolen der Evangelisch-Augsburgischen Kirche in Polen zugeordnet.

## Schule
Die Karwitzer Schule war bis 1945 zweiklassig mit einer Zahl von bis zu 100 Kindern. Ursprünglich war sie im Lehrerhaus untergebracht, bevor 1909 ein eigenes Gebäude errichtet wurde. Die letzten deutschen Schulleiter waren die Lehrer Thomas, Buss, Giese und Horn.

## Verkehr
Die Ortschaft liegt an der Landesstraße 6 (= Europastraße 28), der ehemaligen deutschen Reichsstraße 2. Seit 2006 zweigt hier die Landesstraße 37 ab, die sich als wichtiger und verkehrsträchtiger Zubringer zur Ostsee bei Darłowo (Rügenwalde) erweist und die vorherige Chaussee über Słowino (Schlawin) und Rusko (Rußhagen) ersetzt.
Der Ort hat einen eigenen Bahnhof an der Bahnstrecke Stargard Szczeciński–Gdańsk (Stargard – Danzig).

## Persönlichkeiten: Söhne und Töchter des Ortes
- Franz August Otto Pieper (1852–1931), deutsch-amerikanischer lutherischer Theologe, Präsident der Deutschen Evangelisch-Lutherischen Synode von Missouri, Ohio und anderen Staaten